# Plićine oko Maslinjaka; Vodenjaka, Kamenjaka
Plićine oko Maslinjaka; Vodenjaka, Kamenjaka este o arie protejată (sit de importanță comunitară — SCI) din Croația întinsă pe o suprafață de 294,68 ha, integral marine.

## Localizare
Centrul sitului Plićine oko Maslinjaka; Vodenjaka, Kamenjaka este situat la coordonatele 44°15′13″N 14°44′33″E / 44.253646°N 14.742443°E.

## Înființare
Situl Plićine oko Maslinjaka; Vodenjaka, Kamenjaka a fost declarat sit de importanță comunitară în iulie 2013 pentru a proteja un număr necunoscut de specii din flora spontană și fauna sălbatică aflate în arealul zonei.

## Biodiversitate
Situată în ecoregiunea marină mediteraneană, aria protejată conține 3 habitate naturale: Peșteri marine scufundate complet sau parțial, Straturi cu Posidonia (Posidonion oceanicae), Recifuri.
La baza desemnării sitului se află un număr nedeclarat de specii protejate.